# NGC 6329
NGC 6329 is een elliptisch sterrenstelsel in het sterrenbeeld Hercules. Het hemelobject werd op 11 juli 1876 ontdekt door de Franse astronoom Édouard Jean-Marie Stephan.

## Synoniemen
- UGC 10771
- MCG 7-35-51
- ZWG 225.77
- PGC 59894